# Palmariggi
Palmariggi (Parmarisci in dialetto salentino) è un comune italiano di 1 341 abitanti della provincia di Lecce in Puglia, situato nel Salento centro-orientale.

## Geografia fisica

### Territorio
Il territorio del comune di Palmariggi, principalmente pianeggiante con lievi rialzi sassosi appartenenti alle cosiddette serre salentine, presenta un'estensione di 8,78 km². Risulta compreso tra i 65 e i 106 metri sul livello del mare con un'escursione altimetrica complessiva pari a 41 metri. Il paese è circondato da una campagna ricca di uliveti secolari, segnata da muretti a secco per la delimitazione delle proprietà. A nord-est del centro abitato si sviluppa l'area naturalistica della Serra di Montevergine ricoperta da una vasta zona pinetata e macchia mediterranea. La caratterizzazione carsica del terreno è testimoniata dalla presenza di voragini (vore in gergo locale) come l'Inghiottitoio Madonna del Monte che riceve le acque provenienti da una limitata porzione della superficie sommitale della serra di Montevergine.
Il territorio comunale confina a nord con i comuni di Cannole e Bagnolo del Salento, a est con i comuni di Otranto e Giurdignano, a sud con il comune di Giuggianello, a ovest con i comuni di Muro Leccese e Maglie.
- Classificazione sismica: zona 4 (sismicità molto bassa), Ordinanza PCM n. 3274 del 20/03/2003

### Clima
Dal punto di vista meteorologico Palmariggi rientra nel territorio del Salento orientale che presenta un clima mediterraneo, con inverni miti ed estati caldo umide. In base alle medie di riferimento, la temperatura media del mese più freddo, gennaio, si attesta attorno ai +9 °C, mentre quella del mese più caldo, agosto, si aggira sui +24,7 °C. Le precipitazioni, frequenti in autunno ed in inverno, si attestano attorno ai 626 mm di pioggia/anno. La primavera e l'estate sono caratterizzate da lunghi periodi di siccità.
Facendo riferimento alla ventosità, i comuni del Salento orientale sono influenzati fortemente dal vento attraverso correnti fredde di origine balcanica, oppure calde di origine africana.
| Palmariggi                 | Mesi | Mesi | Mesi | Mesi | Mesi | Mesi | Mesi | Mesi | Mesi | Mesi | Mesi | Mesi | Stagioni | Stagioni | Stagioni | Stagioni | Anno |
| Palmariggi                 | Gen  | Feb  | Mar  | Apr  | Mag  | Giu  | Lug  | Ago  | Set  | Ott  | Nov  | Dic  | Inv      | Pri      | Est      | Aut      | Anno |
| -------------------------- | ---- | ---- | ---- | ---- | ---- | ---- | ---- | ---- | ---- | ---- | ---- | ---- | -------- | -------- | -------- | -------- | ---- |
| T. max. media (°C)         | 12,6 | 13,2 | 15,0 | 18,3 | 22,6 | 26,8 | 29,2 | 29,6 | 26,2 | 21,8 | 17,6 | 14,2 | 13,3     | 18,6     | 28,5     | 21,9     | 20,6 |
| T. min. media (°C)         | 5,6  | 5,8  | 7,2  | 9,5  | 13,1 | 17,0 | 19,5 | 19,9 | 17,3 | 13,7 | 9,9  | 7,1  | 6,2      | 9,9      | 18,8     | 13,6     | 12,1 |
| Precipitazioni (mm)        | 71   | 60   | 65   | 40   | 33   | 20   | 16   | 22   | 49   | 80   | 97   | 74   | 205      | 138      | 58       | 226      | 627  |
| Umidità relativa media (%) | 78,7 | 78,2 | 77,8 | 77,3 | 76,2 | 72,9 | 70,9 | 72,4 | 76,5 | 79,2 | 80,5 | 80,3 | 79,1     | 77,1     | 72,1     | 78,7     | 76,7 |

- Classificazione climatica di Palmariggi:[5]
  - Zona climatica: C
  - Gradi giorno: 1235

## Origini del nome
Il nome è legato all'evento prodigioso avvenuto secondo la tradizione dopo la presa di Otranto da parte dei turchi. Gli abitanti del casale di San Nicola invocarono la protezione della Madonna che comparve impugnando una palma, e con al seguito un esercito. I turchi, temendo che stesse per sopraggiungere l'esercito guidato dal duca Alfonso d'Aragona, si allontanarono e la popolazione fu salva. A ricordo dell'avvenimento l'abitato mutò il nome in Palmarice, poi Palmaricce ed infine Palmariggi, che vuol significare "Tu che reggi la palma", in onore della Madonna.

## Storia
Frequentato sin dall'età del bronzo, come testimoniano i menhir e dolmen presenti nel territorio, Palmariggi si sviluppa come nucleo abitato solo nel Medioevo e le prime notizie certe si hanno a partire dal 1269 allorché Carlo I d'Angiò divise il feudo concedendone una metà a Giovanni Garzia de Lombier. Con la dominazione bizantina del Salento, fu frequentata dai basiliani che introdussero il rito greco. I basiliani scavarono chiese-cripte nella roccia calcarea e realizzarono in esse cicli pittorici di notevole interesse storico-artistico.
Secondo lo storico Maselli, Palmariggi in origine fu un castello di Otranto, edificato a sua difesa dalle incursioni interne provenienti dagli scali del mare Jonio. Intorno al castello sorse il primo agglomerato urbano denominato Casale San Nicola che fu più volte assalito, smantellato e distrutto e quindi riedificato.
Nel 1330 Guidone Sambiasi lo riunificò e così riunito passò sotto le dipendenze di varie famiglie: dei Cesaroli, dei Santacroce, dei Ventura. Dal 1463 divenne proprietà degli Aragonesi a cui si deve la ricostruzione del castello in seguito all'invasione turca del 1480.
Nei secoli successivi il casale appartenne alle famiglie Mattei, Varvassi e nel 1688 fu acquistato dai Vernazza che lo possedettero fino al 1806, anno dell'eversione della feudalità.

### Simboli
Lo stemma e il gonfalone sono stati concessi con decreto del presidente della Repubblica del 9 gennaio 1970.
Descrizione araldica dello stemma:
(D.P.R. 9 gennaio 1970)
Descrizione del gonfalone:

## Monumenti e luoghi d'interesse

### Architetture religiose

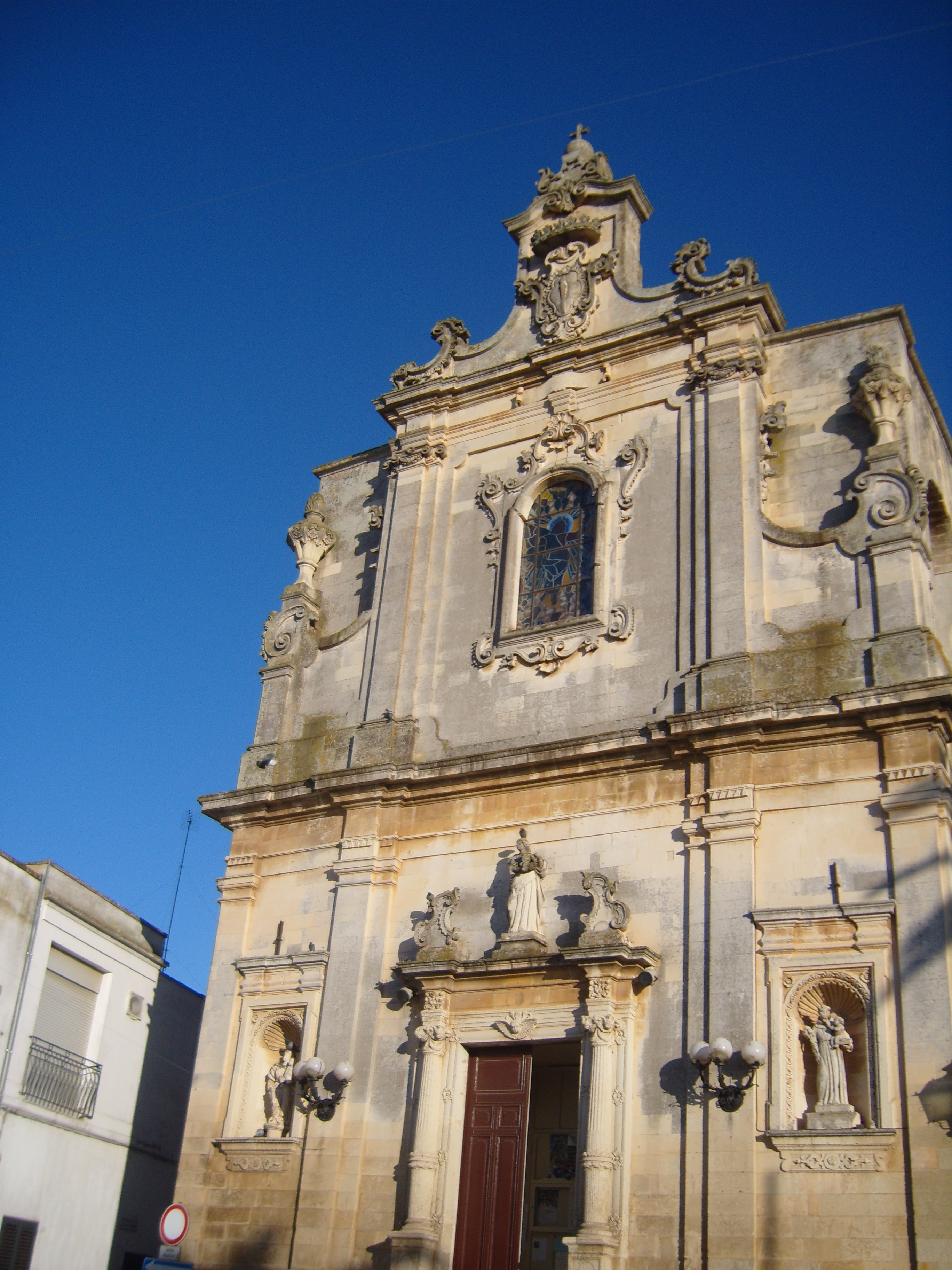
Chiesa madre

- Chiesa madre di San Luca Evangelista, sorge sulle fondamenta di un edificio medievale ricostruito una prima volta tra il 1564 e il 1569. Per le precarie condizioni statiche, fu demolita e riedificata a partire dal 1777 e portata a compimento nel 1783. La facciata, costruita in pietra leccese secondo i canoni barocchi di fine Settecento, è costituita da due ordini separati da un trabeazione. L'ordine inferiore è tripartito da quattro lesene doriche; nella parte centrale si apre il portale d'ingresso finemente scolpito e sormontato dalla statua della Madonna della Palma, lateralmente due nicche accolgono le statue di Sant'Antonio da Padova e della Madonna delle Grazie. L'ordine superiore, raccordato al primo da due volute, presenta un ampio finestrone posto in asse col portale. La facciata termina con uno slanciato frontone sul quale è posizionato lo stemma cittadino raffigurante una palma. L'interno, a navata unica con volta a stella, è decorato con stucchi e altari dedicati a san Giuseppe, alla Madonna di Lourdes, alla Madonna del Rosario e alla Trinità. Nel presbiterio, oltre al marmoreo altare maggiore, sono presenti le tele degli apostoli Pietro e Paolo realizzate da Nicola Castelluzzo nel 1814 e la cantoria con l'organo a canne ottocentesco. Sulla controfacciata campeggia una grande tela raffigurante la Cacciata dei mercanti dal Tempio.

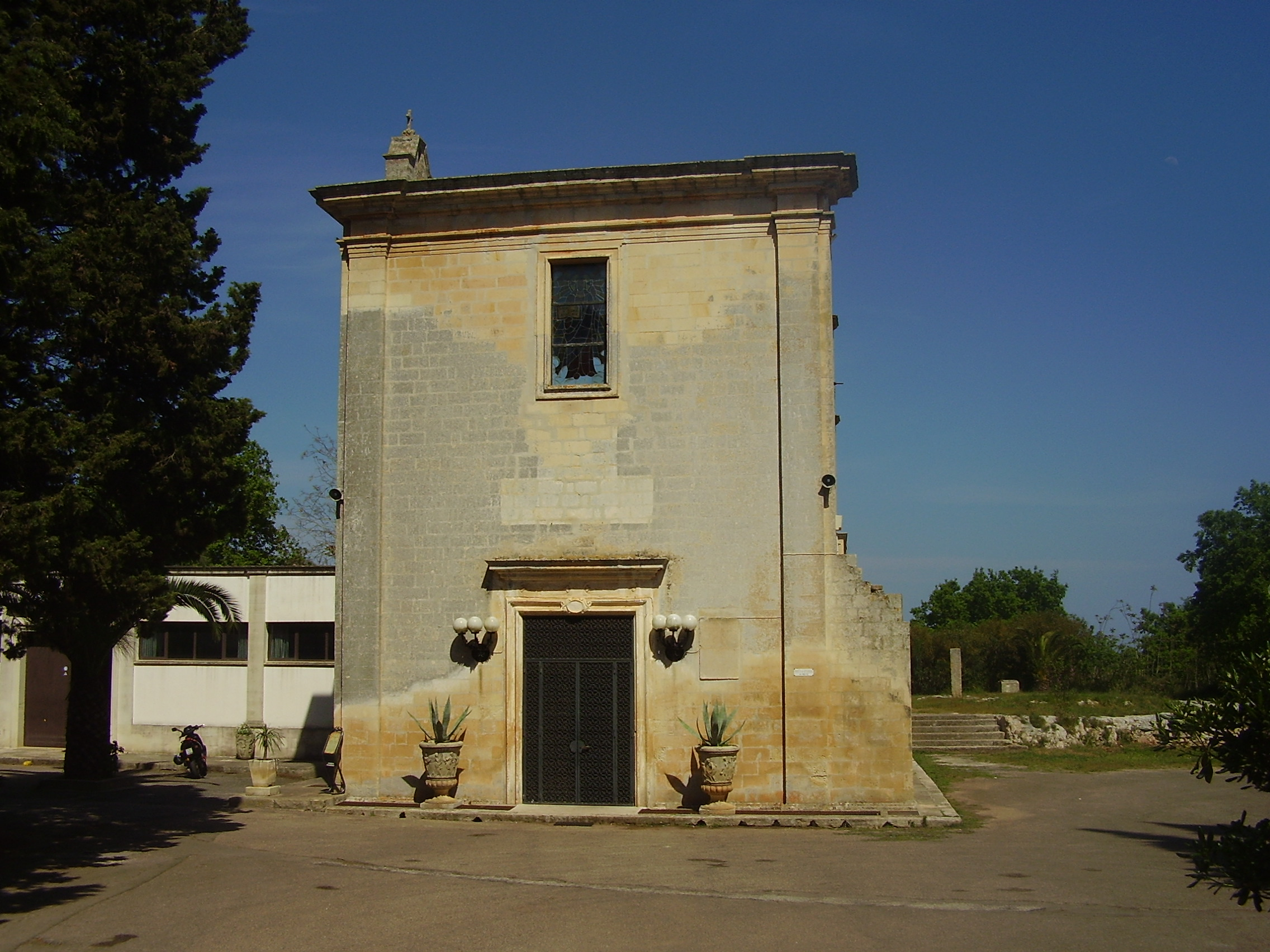
Santuario di Montevergine

- Santuario della Madonna di Montevergine, fu edificato nel 1707 sopra la chiesa rupestre in cui è custodita l'icona bizantina raffigurante la Madonna col Bambino, ritrovata secondo la leggenda da un pastorello nel 1595. La chiesa presenta una semplice facciata con portale e finestra posti in asse. L'interno, a pianta rettangolare, si compone di un'unica aula al centro della quale una scalinata conduce alla cripta sottostante che accoglie l'affresco. Al piano superiore l'unico altare è quello maggiore, fatto erigere in stile barocco nel 1727 da don Francesco Vernazza. Caratterizzato da quattro colonne tortili scolpite con motivi floreali, è decorato con uno stemma gentilizio con a lato due angeli portanti una tromba e da una pala raffigurante la Madonna di Montevergine. In una sala adiacente al vecchio edificio è custodita la statua in cartapesta del 1834.
- Chiesa di Maria Santissima della Palma, venne riedificata nella metà del XVIII secolo su una struttura di rito greco a tre navate risalente al XVI secolo. Fu terminata nel 1755. Sorge nel luogo in cui, secondo la tradizione, apparve la Madonna impugnante la palma per liberare il paese dalla minaccia turca. Presenta una sobria facciata tripartita da alte lesene con al centro il portale e l'ampio finestrone posti in asse. Sull'architrave del portale è riportata un'incisione latina recante la dedicazione e l'anno 1751. Ai lati due nicchie ospitano le raffigurazioni di santa Teresa del Bambin Gesù e di san Nicola. L'interno, a navata unica rettangolare, possiede una copertura a spigolo decorata con stucchi. L'abside polilobata accoglie l'elaborato altare maggiore in pietra leccese in stile rococò che custodisce un'antica effigie della Vergine Maria SS. della Palma con in braccio il Bambin Gesù. L'altare è arricchito da sculture angeliche e dalle statue della Madonna col Bambino, al centro, e dei santi Tommaso d'Aquino e Vincenzo Ferreri, disposte lateralmente. Nella navata, sul lato sinistro, è l'altare ottocentesco dedicato all'Addolorata.

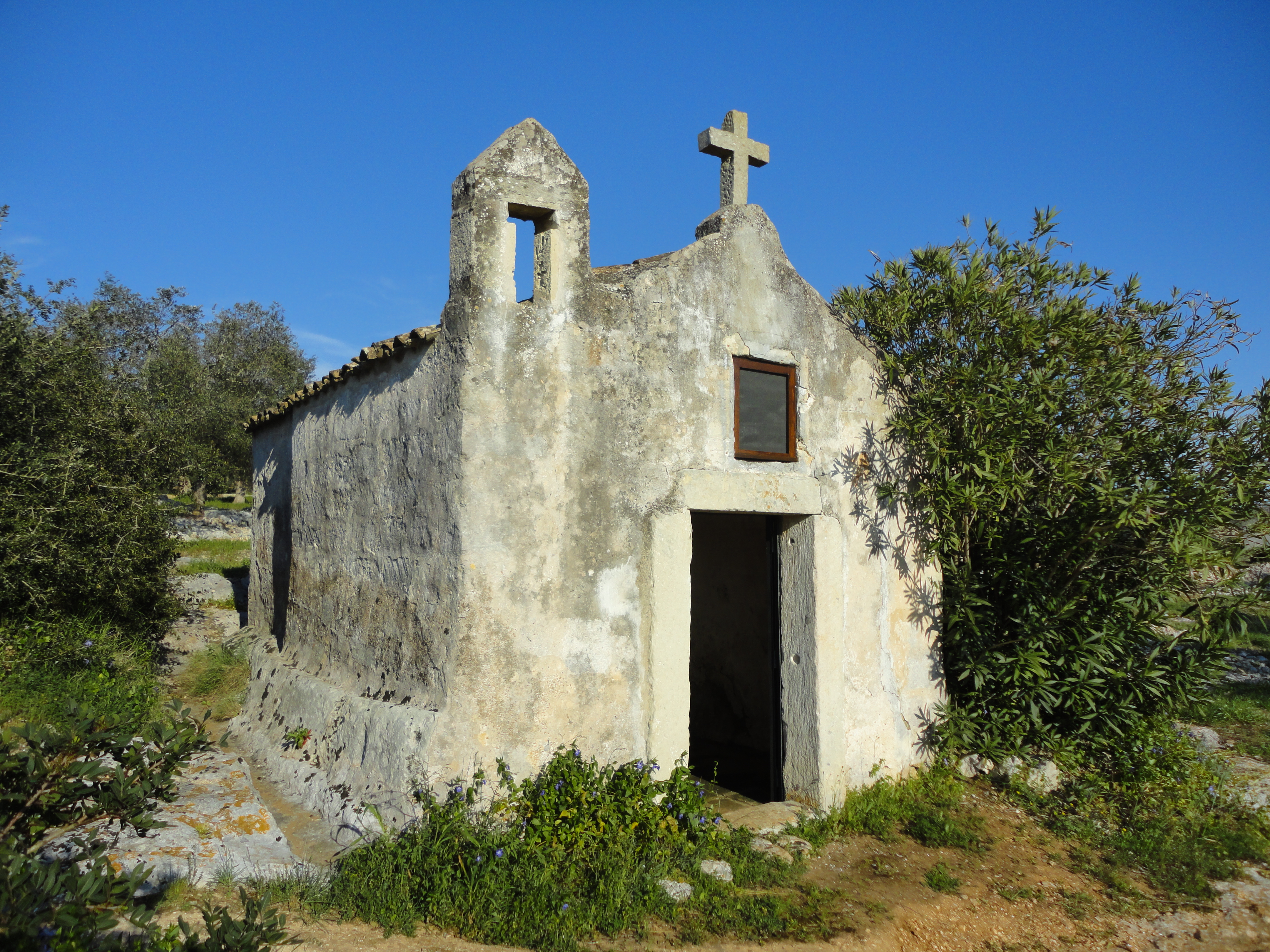
Cappella della Madonna del Monte

- Cappella della Madonna del Monte, è una piccola costruzione rupestre edificata nel XVI secolo. Caratterizzata esternamente da un piccolo campanile a vela, è intitolata alla Madonna di Costantinopoli il cui affresco è custodito all'interno. Possiede una copertura a spioventi con tegole e canne. Fu interdetta al culto dal vescovo Morelli nei primi decenni dell'Ottocento per le precarie condizioni statiche e per l'esiguità delle dimensioni. Tuttavia la frequentazione dell'edicola non cessò e ogni primo martedì di marzo, giorno della festa, si usa ancora recarsi in pellegrinaggio.

### Architetture civili
- Palazzo Vernazza (sede del Municipio) - XVII secolo
- Palazzo Bitonti - 1796
- Palazzo Modoni - 1811
- Torre dell'Orologio - 1885

### Architetture militari

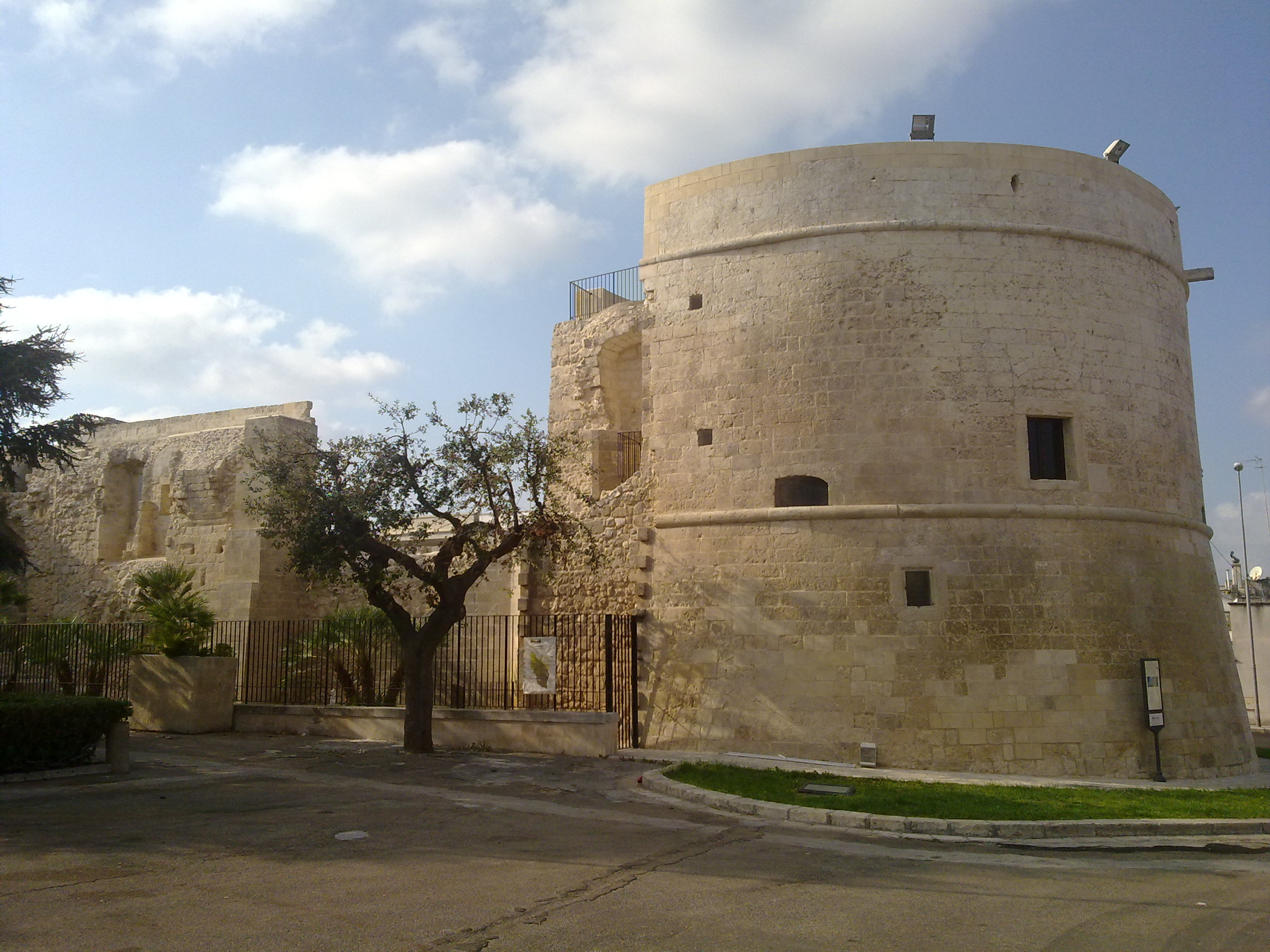
Castello aragonese

- Castello aragonese, era parte di un ampio sistema difensivo destinato a proteggere la vicina città di Otranto dagli attacchi nemici dall'entroterra. Nel XV secolo, epoca di costruzione dell'edificio, Otranto rivestiva un ruolo importantissimo nella duplice veste di porto e capoluogo della Terra d'Otranto.
La fortezza, della quale rimangono solo due torrioni circolari collegati da una cortina semidiroccata, era a pianta quadrata. Agli angoli, quattro torri (tre circolari e una quadrata), ne garantivano la difesa. Circondata da un fossato, ancora visibile nella prima metà del secolo scorso, risultava accessibile attraverso un ponte levatoio orientato a est. All'indomani del tragico sacco di Otranto per mano turca, nel 1480, il castello fu oggetto di sostanziali modifiche volte ad adeguarne la struttura alle nuove esigenze militari, conseguenza dell'utilizzo sempre più preponderante delle armi da fuoco. Nel 1724, parte delle mura e della piazza d'armi fu interessata dalla costruzione del Palazzo Vernazza, ora sede del Municipio. Negli anni del dopoguerra (1946-56) venne colmato il fossato, distrutto il ponte levatoio e furono abbattute alcune parti dell'edificio in stato di degrado che ne compromisero definitivamente l'aspetto originario.

### Altro

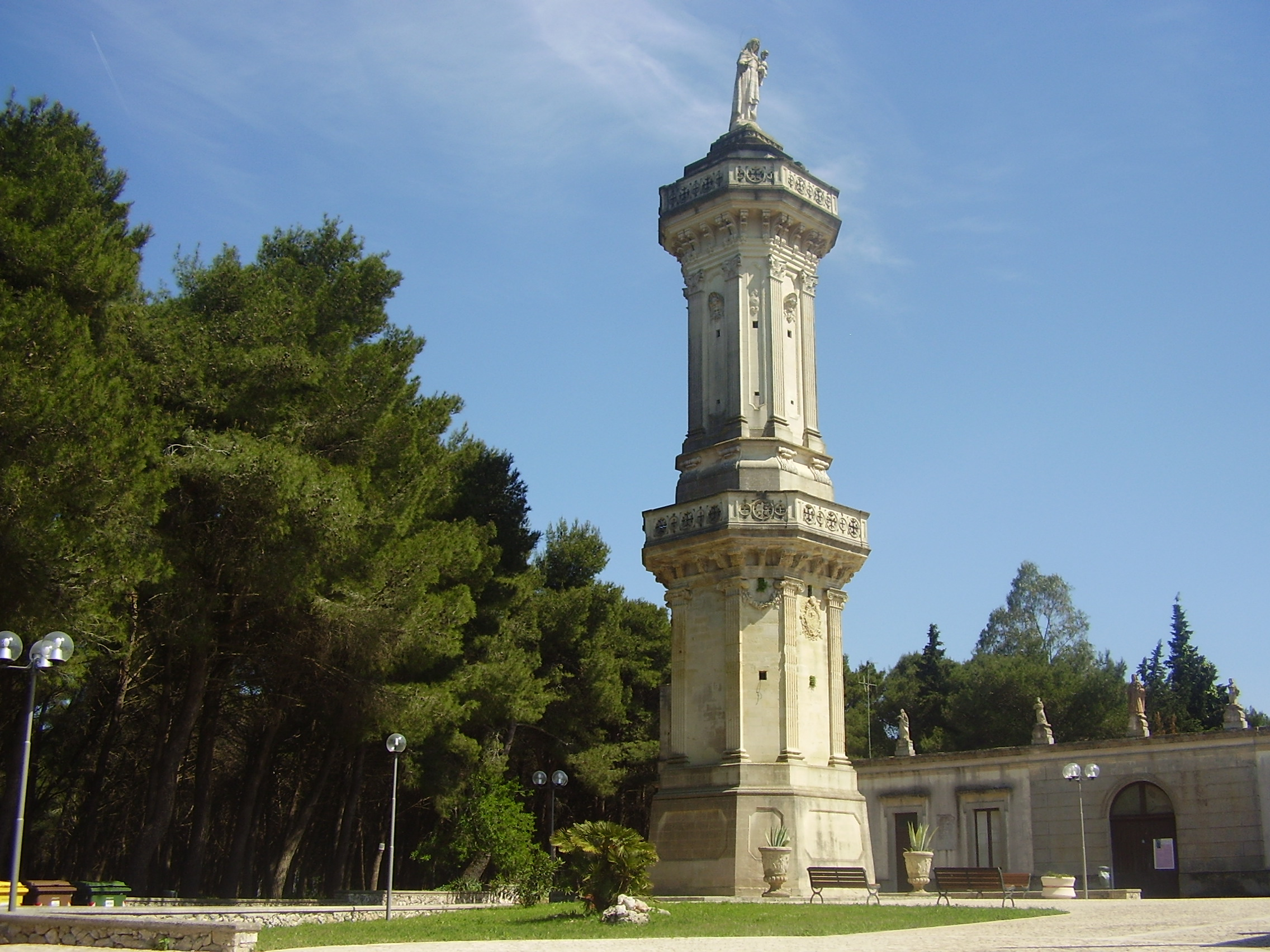
Monumento di Montevergine

- Monumento a Maria SS. di Montevergine, la prima pietra per l'edificazione del monumento fu posta l'8 maggio 1905 per volontà dell'allora parroco don Vitale Mariano. Il basamento, alto 35 m, è stato progettato da Costantino Dimitri e Generoso di Maglie, mentre la statua alta 5 m, è opera dello scultore Luigi Guacci. L'opera venne terminata nel 1910 ed inaugurata dopo il primo conflitto mondiale, il 18 maggio 1919 dall'arcivescovo di Otranto Carmelo Patanè. Il monumento, a pianta ottagonale, è scandito da due balaustre. In sommità la statua, colpita da un fulmine e seriamente danneggiata il 7 novembre 1999, fu riparata dall'artista Rocco Zappatore e inaugurata il 1º maggio 2001 dall'arcivescovo Donato Negro.

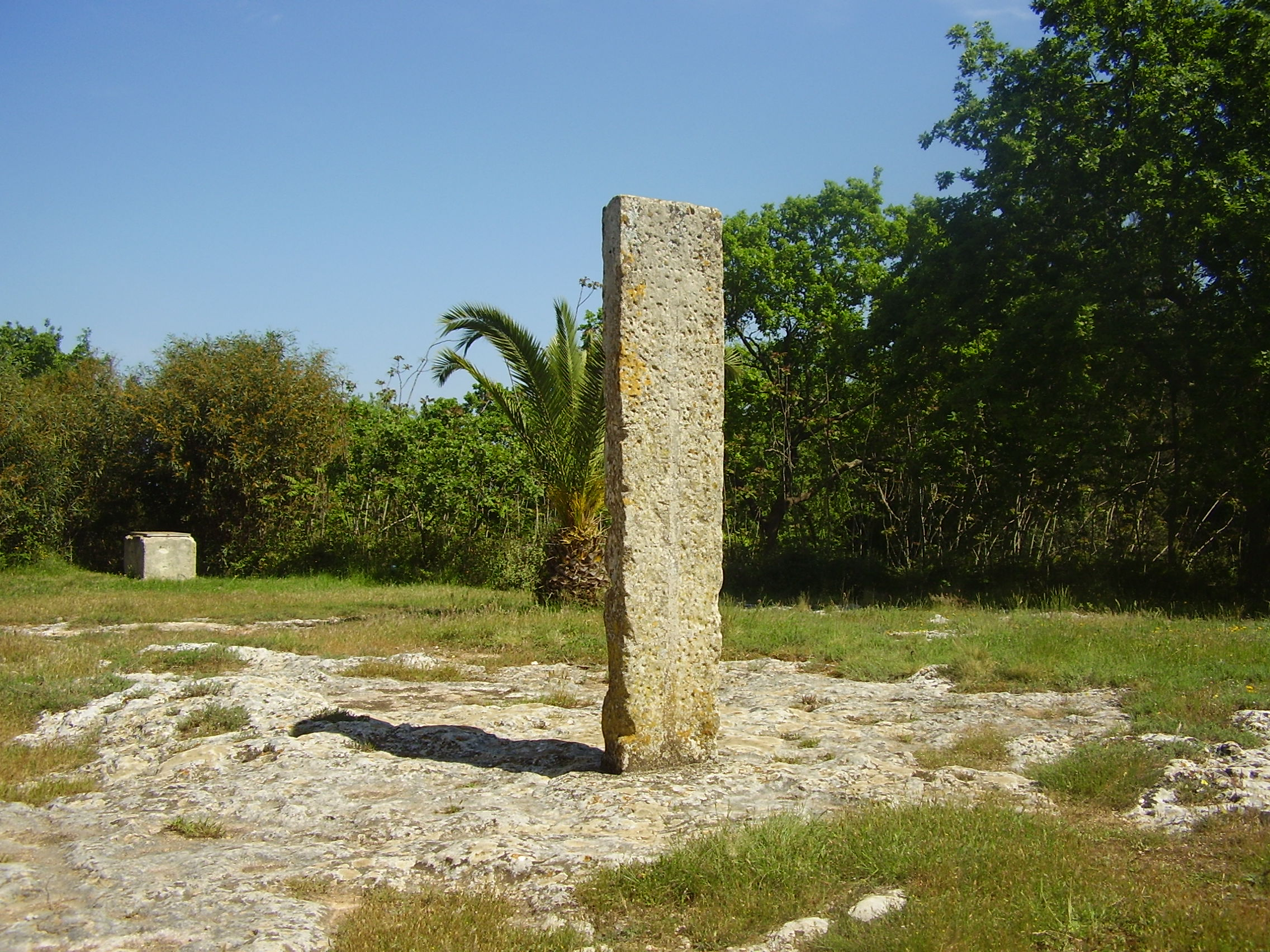
Menhir Montevergine

### Siti archeologici
- Menhir Montevergine, Cosimo De Giorgi lo descriveva alto 245 cm e lo dava per distrutto. Oggi si può rinvenire il menhir (36 x 21  cm) nei pressi dell'omonimo santuario. Il monolite è alto 190  cm e presenta evidenti segni di restauro dopo numerosi abbattimenti e una buca in sommità, probabile sede di una croce. È collocato su di un rilievo roccioso accanto alla chiesa[8].

## Società

### Evoluzione demografica

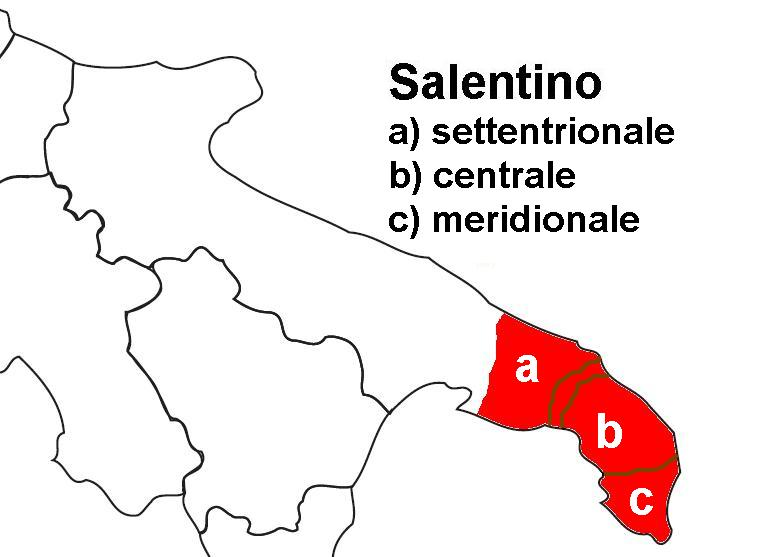
Diffusione del dialetto salentino

Abitanti censiti

### Lingue e dialetti
Il dialetto parlato a Palmariggi è il dialetto salentino nella sua variante meridionale. Il dialetto salentino, appartenente alla famiglia delle lingue romanze e classificato nel gruppo meridionale estremo, si presenta carico di influenze riconducibili alle dominazioni e ai popoli stabilitisi in questi territori nei secoli: messapi, greci, romani, bizantini, longobardi, normanni, albanesi, francesi, spagnoli.

## Cultura

### Istruzione

#### Biblioteche
- Biblioteca Comunale[10]

#### Scuole
Nel comune di Palmariggi hanno sede una Scuola dell'infanzia, una Scuola primaria e una scuola secondaria di primo grado, facenti parte dell'Istituto Comprensivo Statale di Muro Leccese.

#### Musei
- Museo della Conchiglia e del Corallo[12]

### Eventi
- Festa della Madonna di Costantinopoli (Matonna du Munte) - primo martedì di marzo
- Festa della Madonna di Montevergine - 7 e 8 maggio
- Festa della Madonna della Palma (Protettrice) - 30 e 31 luglio
- Azzurro Park (Festa dei Bambini e Ragazzi) - prima decade di giugno
- Festa della Bruschetta a km 0 - (piatti tipici a km0 e importante festival di musica tradizionale salentina)- 15, 16 e 17 agosto (località Montevergine)
- Fiera de "Lu Paniri te e Site" (Fiera della melagrana) - secondo fine settimana di ottobre (edizione n° 49 nel 2025)

## Economia
L'economia di Palmariggi è prettamente agricola; le principali produzioni sono rappresentate da olio, vino, frumento, ortaggi, melograno. Sono presenti piccole industrie dedite alla trasformazione dei prodotti agricoli. In continuo sviluppo è il settore turistico mentre il settore terziario interessa circa il 40% della popolazione.

## Infrastrutture e trasporti

### Strade
I collegamenti stradali che interessano il comune sono:
- Strada statale 16 Adriatica;
- Strada Provinciale 59, Palmariggi-Giurdignano
- Strada Provinciale 154, Palmariggi-Bagnolo del Salento
- Strada Provinciale 235, Palmariggi-Giuggianello
- Strada Provinciale 344, Palmariggi-Cannole

### Ferrovia
Il comune di Palmariggi non dispone di stazione ferroviaria, la più vicina è quella di Cannole che dista 3 km, posta sulla linea Maglie-Otranto gestita da Ferrovie del sud-est.

## Amministrazione
Di seguito è presentata una tabella relativa alle amministrazioni che si sono succedute in questo comune.
| Periodo        | Periodo        | Primo cittadino    | Partito                     | Carica  | Note   |
| -------------- | -------------- | ------------------ | --------------------------- | ------- | ------ |
| 28 giugno 1985 | 5 giugno 1990  | Giovanni Nuzzo     | Democrazia Cristiana        | Sindaco | [ 13 ] |
| 5 giugno 1990  | 24 aprile 1995 | Sergio Piccinno    | Partito Socialista Italiano | Sindaco | [ 13 ] |
| 24 aprile 1995 | 14 giugno 1999 | Sergio Piccinno    | Centro                      | Sindaco | [ 13 ] |
| 14 giugno 1999 | 14 giugno 2004 | Sergio Piccinno    | Lista Civica                | Sindaco | [ 13 ] |
| 15 giugno 2004 | 8 giugno 2009  | Luigi Mangione     | Centro-Sinistra             | Sindaco | [ 13 ] |
| 8 giugno 2009  | 26 maggio 2014 | Anna Elisa Stifani | Lista Civica                | Sindaco | [ 13 ] |
| 26 maggio 2014 | 26 maggio 2019 | Franco Zezza       | Lista Civica                | Sindaco | [ 13 ] |
| 27 maggio 2019 | 9 giugno 2024  | Franco Zezza       | Lista Civica                | Sindaco | [ 13 ] |
| 9 giugno 2024  | in carica      | Franco Zezza       | Lista Civica                | Sindaco | [ 13 ] |

### Altre informazioni amministrative
Il comune fa parte dell'Unione dei comuni Entroterra idruntino .

## Galleria d'immagini

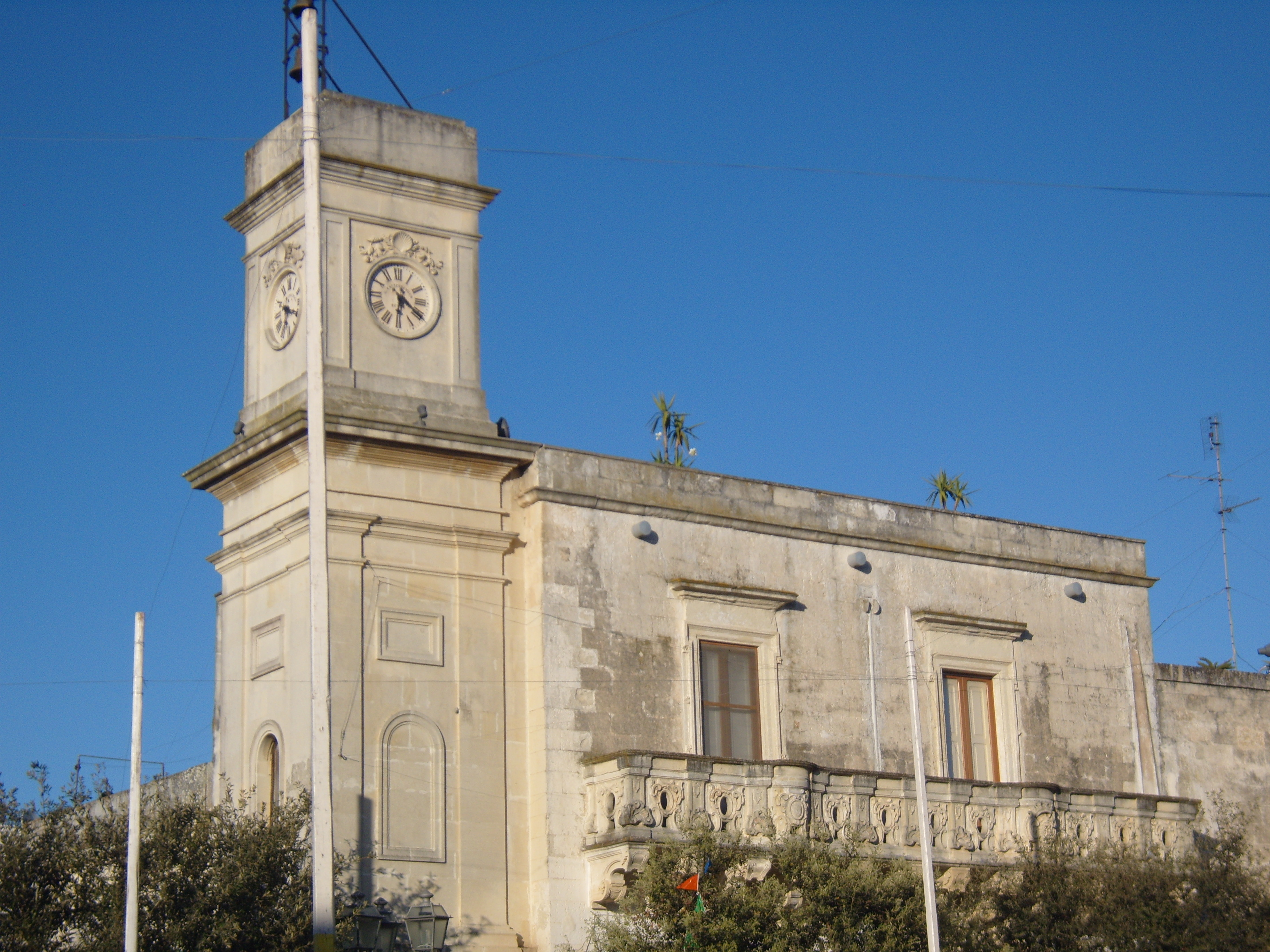
Torre dell'orologio
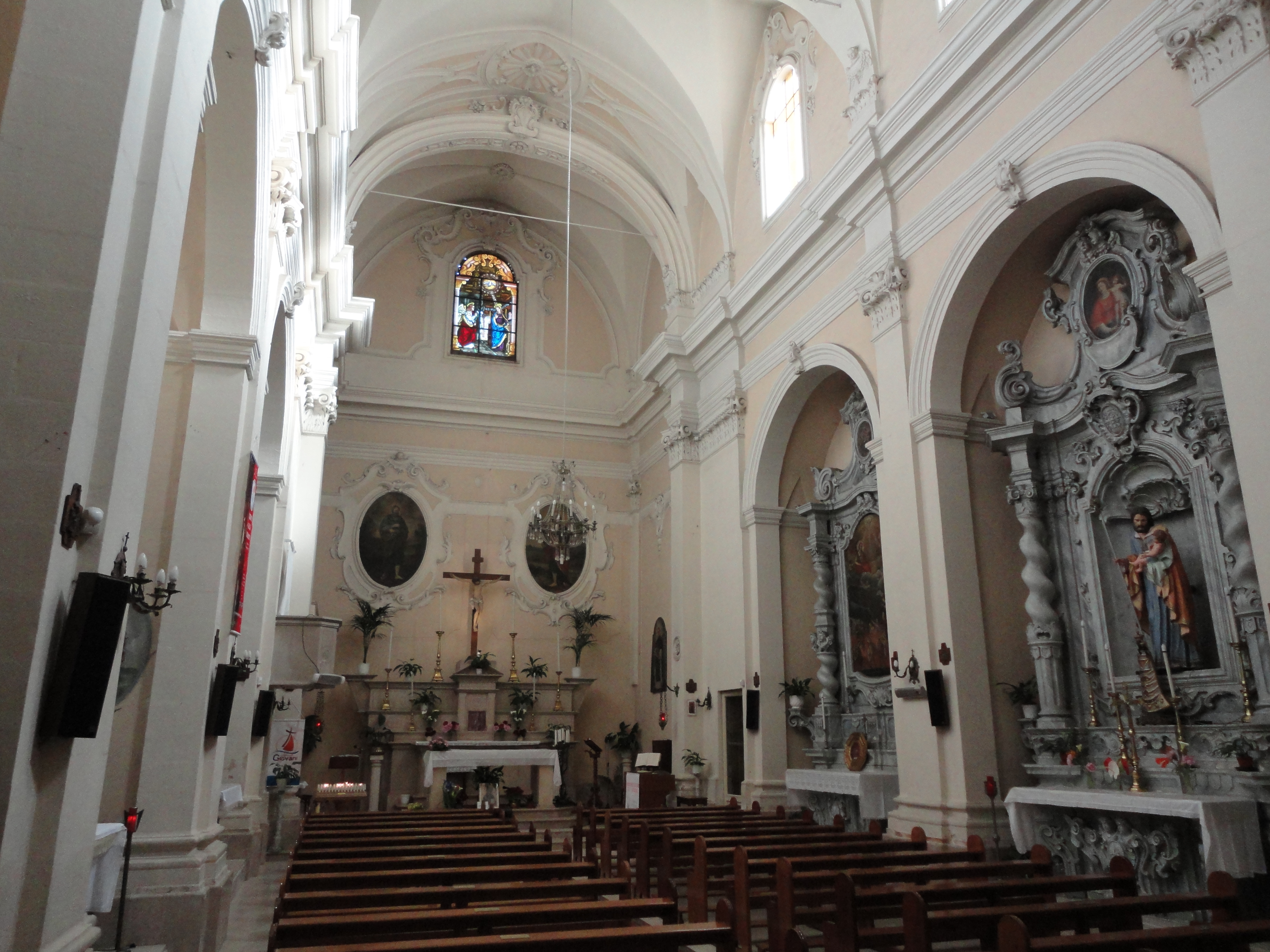
Interno della chiesa madre
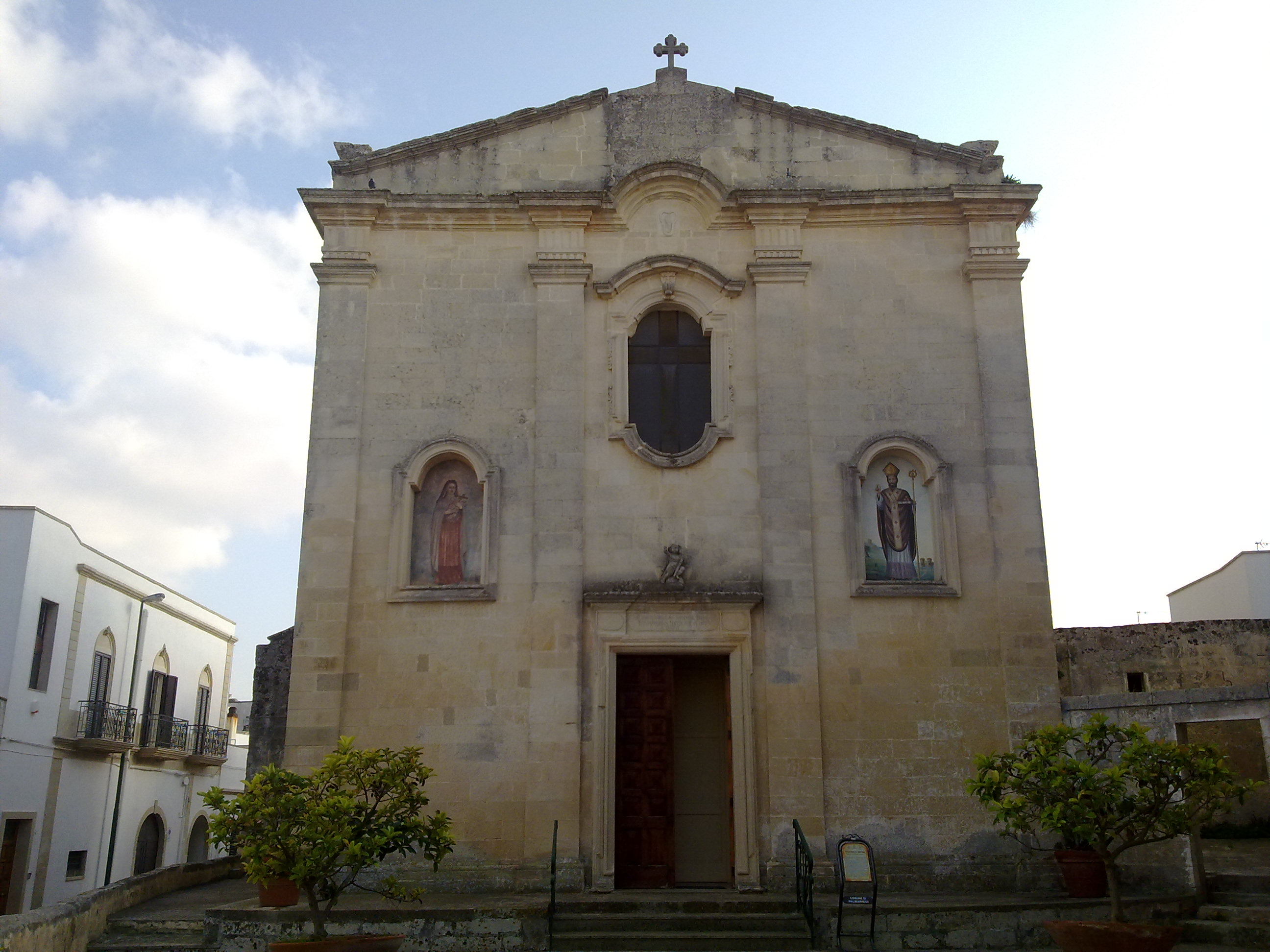
Chiesa di Maria Santissima della Palma
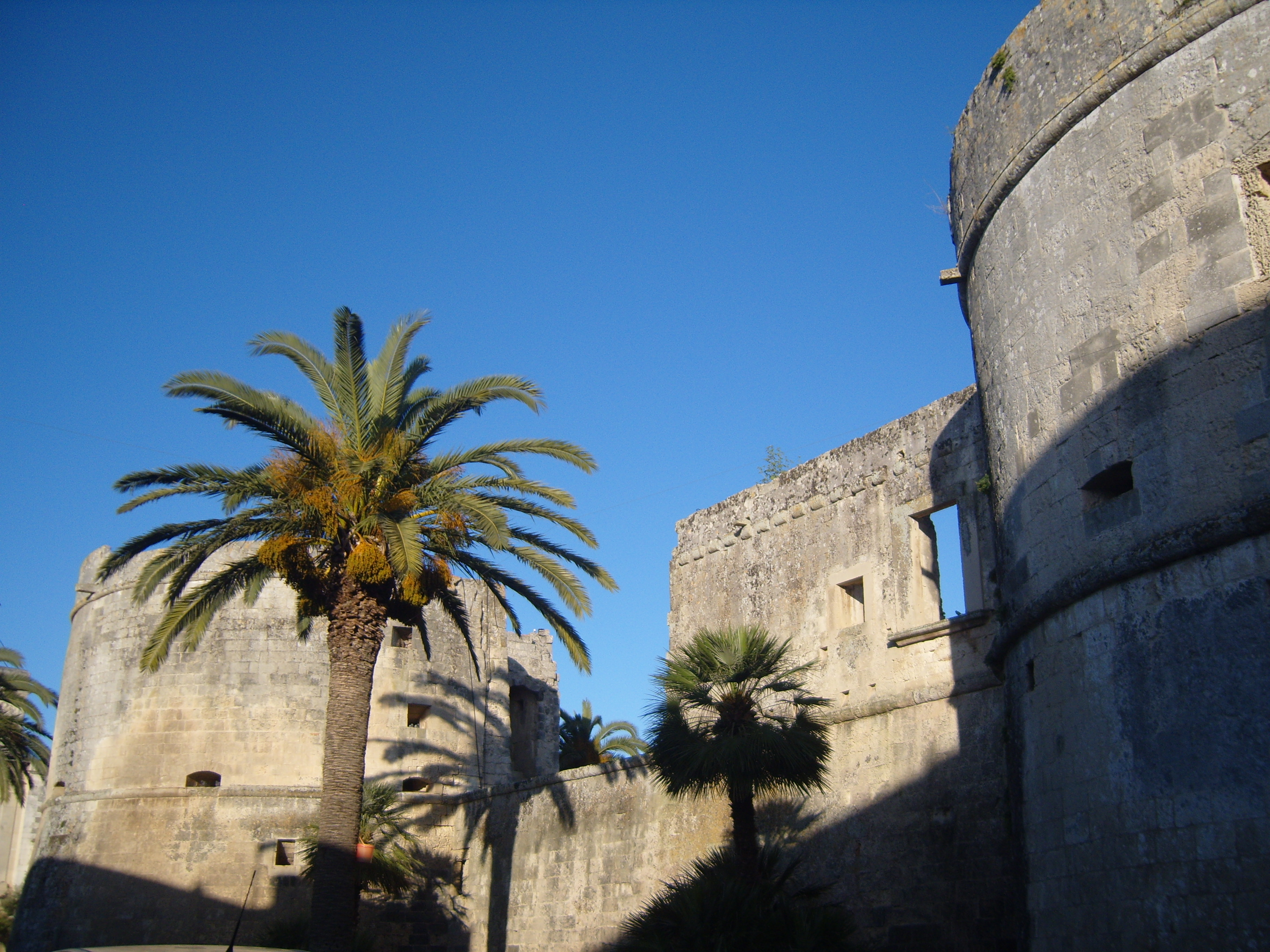
Castello
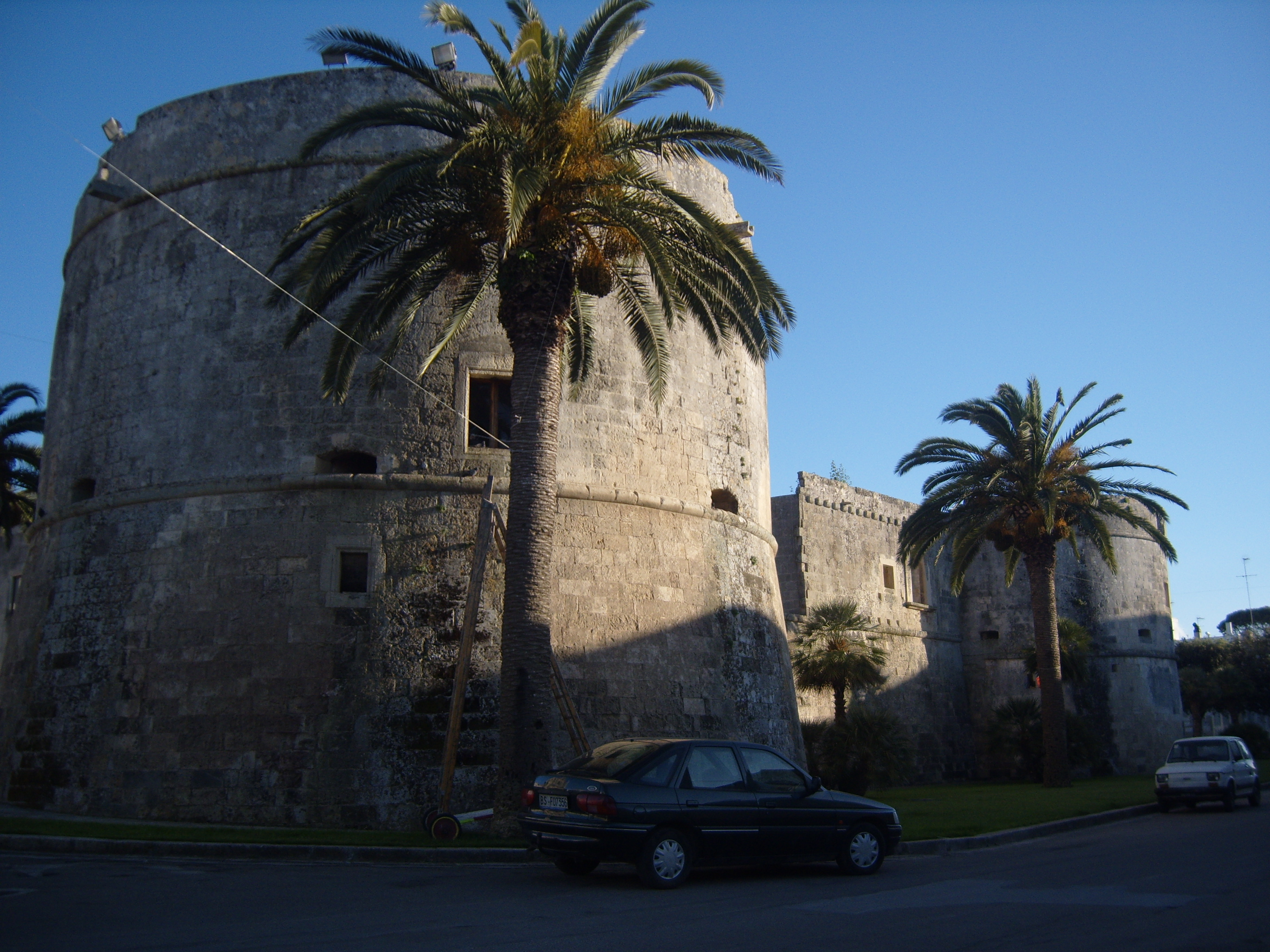
Castello
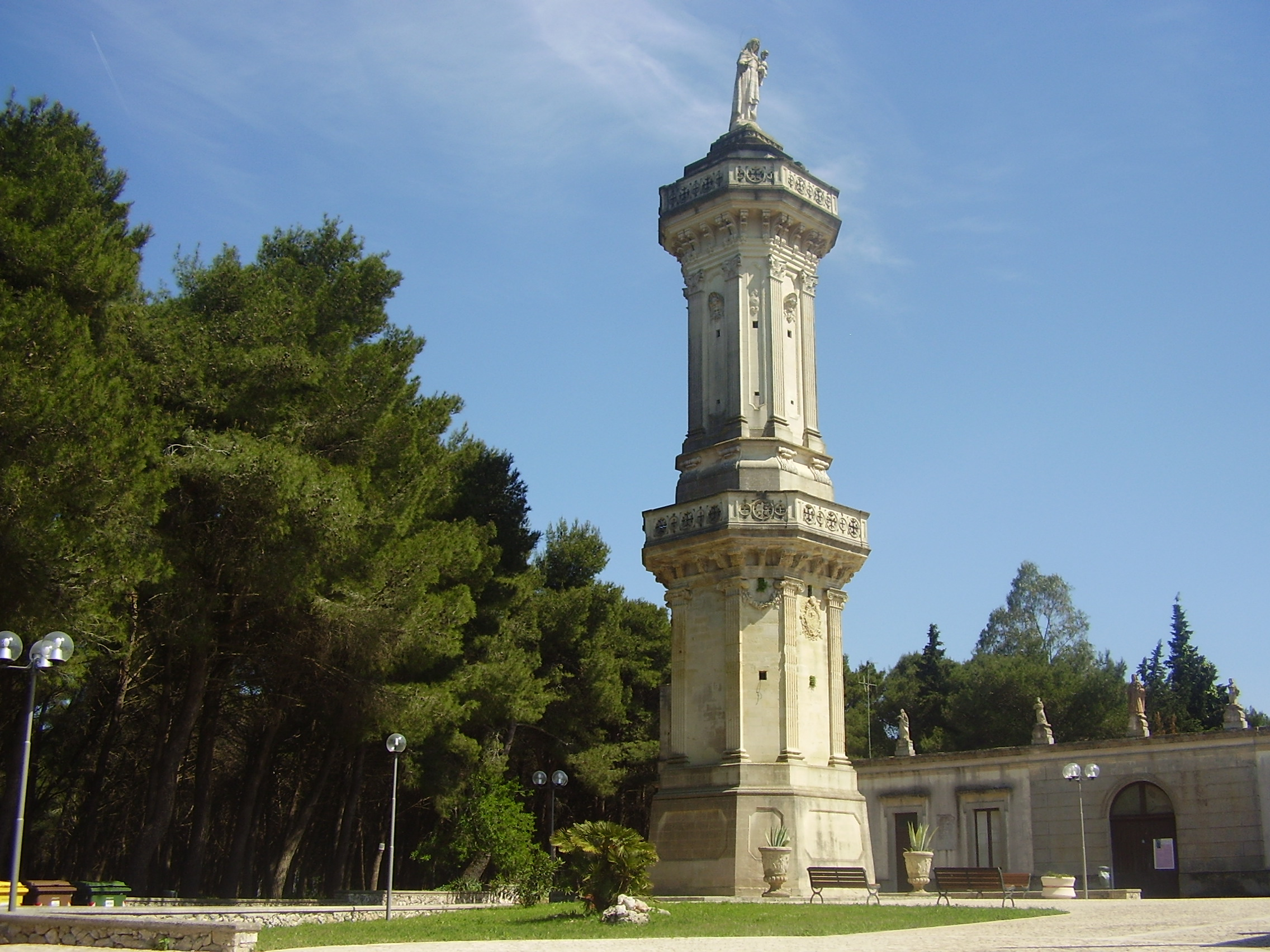
Monumento di Montevergine
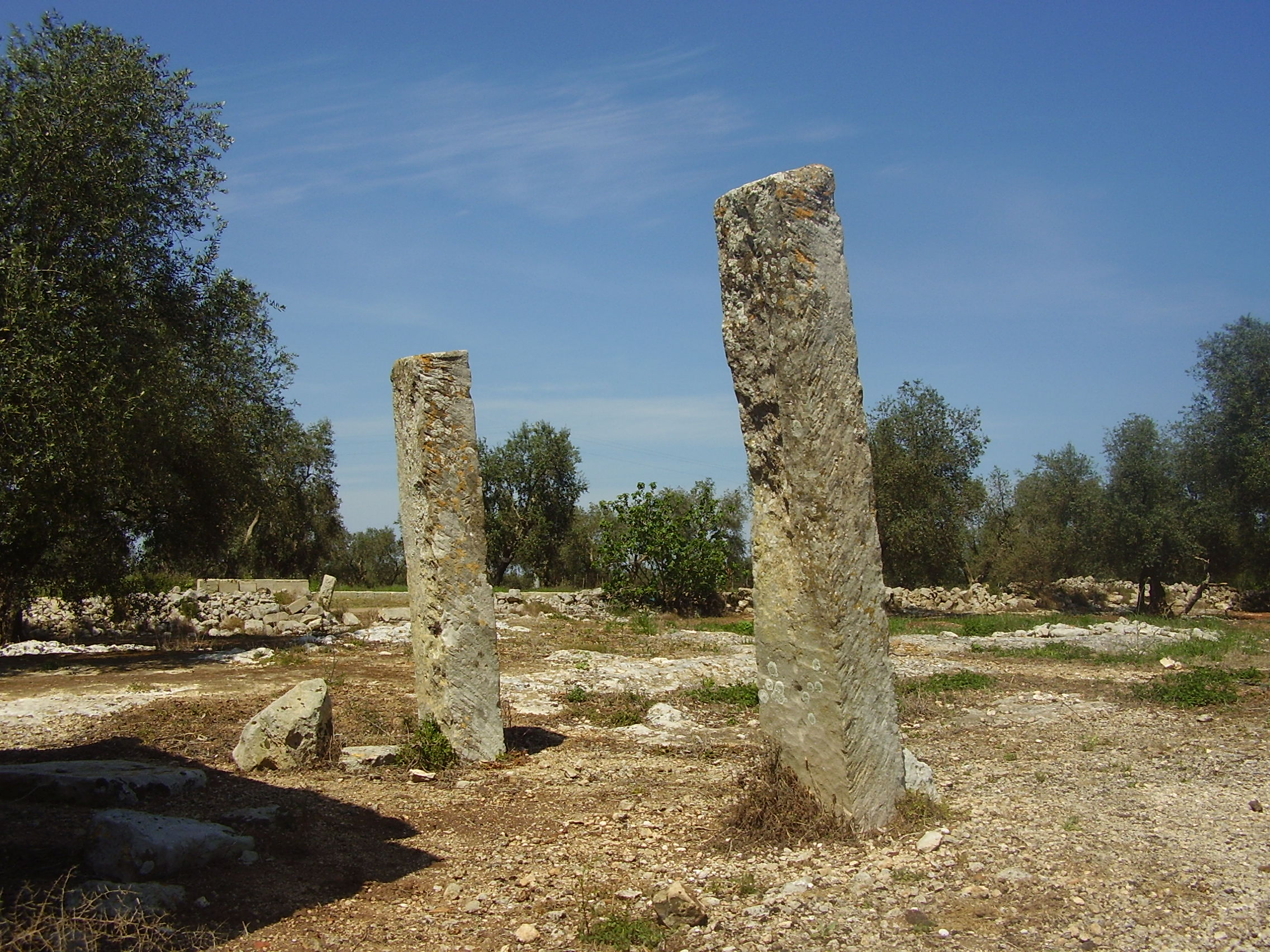
Menhir doppio